# Allomyia hector
Allomyia hector là một loài Trichoptera trong họ Apataniidae. Chúng phân bố ở miền Tân bắc.